# Kanton Chaumont-Porcien
Chaumont-Porcien is een voormalig kanton van het Franse departement Ardennes. Het kanton maakte deel uit van het arrondissement Rethel.

## Geschiedenis
Het kanton werd opgeheven bij decreet van 21 februari 2014 met uitwerking in maart 2015. Hierbij werden alle gemeenten opgenomen in het kanton Signy-l'Abbaye.

## Gemeenten
Het kanton Chaumont-Porcien omvatte de volgende gemeenten:
- Chappes
- Chaumont-Porcien (hoofdplaats)
- Doumely-Bégny
- Draize
- Fraillicourt
- Givron
- Montmeillant
- Remaucourt
- Renneville
- Rocquigny
- La Romagne
- Rubigny
- Saint-Jean-aux-Bois
- Vaux-lès-Rubigny